# Harumi Ueko
Harumi Ueko (上高治巳 Uekō harumi?), también conocido como Jimmy Weckl, es uno de primeros compositores en las series de GuitarFreaks y DrumMania. El también conribuyó al menos con una canción para cada juego de la serie hasta GuitarFreaksXG2 y DrumManiaXG2. Es más conocido por sus canciones de jazz fusión. Fuera de Bemani, Harumi compuso música para otros títulos de Konami tales como Ganbare Goemon, la versión SNES de Teenage Mutant Ninja Turtles: Turtles in Time y también en las series de Silent Scope.
Harumi se retiró de Konami el 15 de junio de 2012. Actualmente trabaja como ingeniero de sonido independientemente.

## Música principal
La lista muestra las canciones que fueron creadas por el mismo autor y también con los artistas que trabajó para su elaboración:

### GuitarFreaks&DrumMania
- JAZZY CAT
- AFICION
- HOLIDAY
- JUST JOEY
- Across the nightmare
- Look at me (Elizabeth Dobbs)
- Onion man
- Road for thunder
- Waza
- CENTAUR
- SEA ANEMONES
- THREE WORMS
- Herring roe
- IN YOUR EYES (浦田隆志)
- GETAWAY (浦田隆志・平田久美子)
- 君のハートにドキュン (津屋知彦)
- Keiko my love
- KISS ME GOODBYE! (TAEKO)
- Impulse of Blue (TAEKO)
- 万華鏡
- cockpit
- joker
- Shower of Love (Helen Morrison)
- Orbital Velocity
- Passion (KUMIKO)
- DOKI☆DOKI (TAEKO)
- You'll be a man (Thomas Howard Lichtenstein)
- Wonderful Workers
- 無常の星 （P-Bombers）
- JJ-road (JJ-road)
- モラトリアム (MAKI)
- ミラージュ･レジデンス
- Swimming In Love (ナツキ)
- Zigzag Life
- TENGU
- Jungle (Mutsuhiko Izumi with Jimmy Weckl)

### pop'n music
- 2nd ADVENTURE
- 垂直OK! (Jimmy Weckl feat. 岩志太郎)
- STATION (Jimmy Weckl feat. 岩志太郎)
- 最強おばちゃん伝説 (Jimmy Weckl feat. ジュース・アクターズ)
- でんがなマンガナ (でんがな&マンガナ)
- 琴古都
- 進め!爺ちゃん! (ジュースアクターズ)
- 男盛〜おとこざかり (汁玄人)
- 個胃X光 (絹 老人)
- ウォートラン・メインテーマ

### beatmania IIDX
- キャッシュレスは愛情消すティッシュ (GINGER)

### jubeat
- Icicles

### ee'MALL
- 大好きだよ (KUMIKO)
- 純勉夏 (ションボリくらぶfeat.ジェットさん)

### maimai GreeN
- Get Happy
- System “Z”

### maimai Orange
- Better choice (Vocal 高貴みな）

### Gunslinger Stratos 2
- Soul Evolution (Vocal 織田かおり)
- Contra (Vocal メイリア Violin AYASA)
- Magnetic Fighter (Vocal 織田かおり)